# 足立区立第二中学校
足立区立第二中学校（あだちくりつ だいにちゅうがっこう）は、かつて東京都足立区千住曙町にあった公立中学校。略称は足立二中（あだちにちゅう）。
少子化やドーナツ化現象で全校生徒が127人と少なくなったため、2005年（平成17年）3月末に閉校。同時期に閉校となった足立区立第十六中学校と統合され、足立区立千寿桜堤中学校が別の場所で新設。本校の跡地は東京未来大学となっている。

## 沿革
- 1947年4月1日 - 開校。当初は本校を旭小学校内、分校を柳原小学校内に設置。
- 1950年9月11日 - 千住曙町（閉校までの場所）に木造校舎が完成。
- 1959年1月1日 - 校歌が完成（作詞：石田波郷、作曲：渡邊浦人）。
- 1963年5月10日 - 体育館が完成。
- 1963年5月6日 - 学校給食を開始。
- 1971年頃 - 屋上プールなどを備える鉄筋校舎が完成。以降、閉校までほぼ同じ姿だった。
- 2005年3月31日 - 閉校。同時期には閉校式・お別れ会も催され、生徒・卒業生・地域住民などが別れを惜しんだ。
  - 閉校後しばらくはそのままの状態となっていたが、一時は校庭の貸出利用も行っていた。
- 2006年3月 - 足立区から学校法人三幸学園に対して、当校の敷地（土地）については定期借地権により無償貸与、建物・工作物・立木については無償譲渡された。のちにクレーン等の大型重機が入り施設の改修や増設工事が行われ、2007年（平成19年）4月に東京未来大学が同地に開校。

## 校章
はばたいた翼の中に「中」の文字をあしらったシンプルなデザインだった。外側の羽は鳩の羽をイメージしたもので、「鳩のように礼儀正しく責任感の強い生徒になれ」との意味が込められている。

## 交通
- 堀切駅西口より徒歩3分
- 牛田駅・京成関屋駅より徒歩8分

## 撮影地として
- テレビドラマ『3年B組金八先生』で、舞台となる「東京都区立桜中学校」のロケ地として当校が使用されたが、未成年の妊娠など題材とする内容に学校側が難色を示して撮影を断る事もあった為、撮影が行われたのは第1、第5〜7シリーズのみであり、それ以外は近隣の中学校で撮影した。
- 廃校後、東京未来大学への転用にともなう改修工事が着工されるまでの間は様々な映像作品の撮影に使用された。金八のスペシャル11『未来へつなげ 3B友情のタスキ』（2005年12月30日放送）を始め、バラエティ番組『水10!ワンナイR&R』内で放送されたドラマ『もんじゃろ学園物語』のオープニング映像では当校が使用されており、3年B組金八先生を模した演出がなされている。このほか、コブクロの楽曲『桜』のプロモーションビデオや、テレビドラマ『アンフェア』などでも使用されている。